# Eparchia nikołajewska
Eparchia nikołajewska (ros. Николаевская-на-Амуре епархия) – jedna z eparchii Rosyjskiego Kościoła Prawosławnego, z siedzibą w Nikołajewsku nad Amurem. Wchodzi w skład metropolii nadamurskiej.
Utworzona postanowieniem Świętego Synodu 24 marca 2022 r., poprzez wydzielenie z terytoriów dwóch eparchii – chabarowskiej i wanińskiej. Obejmuje część Kraju Chabarowskiego – rejony ajano-majski, nikołajewski, ochocki, tuguro-czumikański i ulczski.
Pierwszym ordynariuszem administratury został biskup nikołajewski i  bogorodzki Innocenty (Frołow).